# Virágh László
Virágh László (Kispest, 1939. március 8. –) magyar zeneszerző, költő, műfordító, énekművész. A magyarországi régizenei mozgalom egyik elindítója.

## Életpályája
Az ELTE BTK olasz–pszichológia szakán diplomázott 1963-ban. Közben Geszler Györgynél zeneszerzést tanult, és az ELTE Bartók Béla Énekkarának másodkarnagya volt. 1963–1968 között az I. László Gimnázium, majd az Ihász Dániel Gimnázium olasztanára. 1962–63-ban részt vett Szőke Péter (1910–1994) ornitomuzikológiai kutatásaiban. 
1971-ben megalapította az Ars Renata szólóének-együttest a régi magyar és európai (kiváltképp a reneszánsz és a korai barokk) zene korhű előadása céljából. Repertoárja a régi korok zenéjének és irodalmának összefüggésében, Virágh László kutatásainak eredményeként kerül színpadra.    
1976-ban megtalálta Balassi nótajelzésének zenei forrását, a Gianetta Padovanát, ennek nyomán az MTA Irodalomtudományi Intézete Reneszánsz és Barokk kutató-csoportjának külső munkatársa lett. Kutatási területe: zene és költészet a reneszánszban és a manierizmus énektechnikája korabeli dokumentumok alapján. Mint kutatót interdiszciplináris szemlélet jellemzi.     
Zeneszerzőként a régi magyar zene rekonstruktív feldolgozója. 1998-tól kezdte el Balassi verseire írt polifón műveinek komponálását, melyeket az Ars Renatával mutatott be.     
1998-tól az ELTE BTK, majd a Pázmány Péter Katolikus Egyetem olasz tanszékén oktatott megbízott előadóként. Mindkét helyen ő indította el az olasz zenetörténet oktatását.    
Az Ars Renatával kapcsolatosan elsősorban a manierizmus énektechnikájával foglalkozik a korszak írásos dokumentumainak (Bovicelli, Rognoni, Caccini stb.) alapján, ill. ezeknek a magánének oktatásában való gyakorlati alkalmazásával    
Nemzetközi konferenciák (Gorizia, Tours) ismert előadója, kurzusokat vezetett itthon (Budapesti Zeneakadémia, Hódmezővásárhely, Pécs) és külföldön (Tours, Csíkszereda).
1994-ben a Magyar Régizenei Társaság alapító elnöke.

### Családja
Házastársa Zádori Mária Kossuth-díjas énekművész. Lányuk Virágh Anna Lavínia énekművész (1978). 

### Költői munkássága
Versei és műfordításai jelentek meg a Muravidék és a Napút c. folyóiratban, az Alterra Kiadó Megérint, rád talál és Advent, valamint a RÍM Kiadó Arcok és énekek című köteteiben. Szerelmes verseit és olasz reneszánsz költők műfordításait önálló kötetekben adta közre. 

## Kötetei
- Ars renata. Olasz reneszánsz versek Virágh László fordításában; Magyar Kultúra, Győr, 2011
- Hát én immár... Szerelmes versek; Magyar Kultúra Győr, 2016
- Ars renata 2. Európai reneszánsz versek Virágh László fordításában; Magyar Kultúra, Győr–Vámosszabadi, 2015

## Interneten olvasható művei
- Dialógus (Napút, 2018)
- História (Napút, 2021)

## Diszkográfia
- Angyalkoncert. Az Ars Renata Szólóénekegyüttes és Zádori Mária karácsonyi hangversenye (1993, VBP 013)
- Adriano Banchieri: Sinfonie Ecclesiastiche; Ars Renata, Dinyés Soma, Virágh László (2003, Hungaroton HCD 32194)
- Áldott Júlia. Madrigálok Balassi Bálint verseire (2005, Magyar Kultúra, DLCD 253)
- Magyar Magnificat. Ökumenikus énekek (2013, Magyar Kultúra, HCD429)

## Díjai, elismerései
- 2007 Bárczi-harang (Bárczi Géza Kiejtési Alapítvány)
- 2008 Balassi-emlékérem
- 2008 Tinódi-lant[1]
- 2013 Ex Libris (Gubcsi Lajos Magyar Kultúráért)
- 2015 Kölcsey Ferenc-díj
- 2021 Magyar Érdemrend lovagkeresztje (polgári tagozat)[2]